# Gehaansbaach
Der Gehaansbaach ist ein gut vier Kilometer langer, westlicher und linker Zufluss der Mosel im luxemburgischen Kanton Grevenmacher.

## Geographie

### Verlauf
Der Gehaansbaach entspringt auf einer Höhe von 251,4 m im Gutland auf dem Gebiet der Gemarkung Grevenmacher bei der Grevenmacher Ortschaft Potaschberg. Die Quelle liegt südöstlich des Gewerbegebiets von Potaschberg in einem Röhricht direkt südlich der A1.
Der Bach fließt zunächst in südsüdöstlicher Richtung durch Grünland mit stellenweise feuchten Hochstaudenfluren. Ab der Flur Scheiwichwiss richtet sich sein Lauf nach Süden. Dabei fließen ihm von beiden Seiten kleinere Wasserläufe zu. Er wechselt nun auf Ackerland mit einjährigen Kulturpflanzen. In der Flur Reit gut fünfzig Meter nördlich der N.1 wechselt er nach Südosten und läuft durch ein Feuchtlandschaft mit Röhrichten und Auenwald. Er betritt nun das  Natura 2000-Habitat Greivenmaacherbiergund fließt dort sogleich durch Sumpf und Niedermoor und danach durch einen kleinen Wald mit Büschen und Harthölzern. Ganz in der Nähe liegt dort eine Grotte. Der Gehaansbaach unterquert nun die N.1, fließt in der Flur Aal in einen Bogen erst durch Waldgelände, dann an einem Forsthaus vorbei und läuft danach durch eine Streuobstwiese. Er kreuzt nun wieder die N.1, diesmal von Süden nach Norden und zieht, begleitet von dichtem Gehölz in Richtung Nordosten durch Grünland. In der Gehaansflour fließt er nördlich an einem kleinen Teich und dann südlich an einem Großseggenried vorbei. Er unterfließt nun ein Einkaufszentrum, läuft dann ostnordostwärts nördlich der N.1, hier Rue de Luxembourg genannt, durch Gebüsch und Hecken.
Er erreicht nun den Nordostrand von Grevenmacher und passiert, zum großen Teil unterirdisch verrohrt, die Ortschaft in Richtung Südsüdosten und mündet schließlich etwas oberhalb des Pont de Grevenmacher auf einer Höhe von 134 m von links in die zuletzt aus dem Südwesten heranziehende Mosel.

### Einzugsgebiet
Das etwa 4 km² große Einzugsgebiet des Gehaansbaachs liegt im Gutland und wird über die Mosel und den Rhein zur Nordsee entwässert.
Es wird
- im Norden vom Rouderbaach
- im Süden vom Kelsbaach
- Im Westen vom  Millebaach
- und im Nordwesten von der Syre

begrenzt.
Das Einzugsgebiet wird durch Grünland und Felder geprägt, nur im Südwesten herrschwald vor und im Mündungsbereich Siedlung. Die höchste Erhebung ist der 297 m hohe Bierg.